# Yde
Yde (53° 07′ N, 6° 36′ L) é uma cidade dos Países Baixos, na província de Drente. Yde pertence ao município de Tynaarlo, e está situada a 11 km, a sul de Groningen.
Em 2001, a cidade de Yde tinha 658 habitantes. A área urbana da cidade é de 0.24 km², e tem 258 residências.
A área de Yde, que também inclui as partes periféricas da cidade, bem como a zona rural circundante, tem uma população estimada em 870 habitantes.